# 807
807 (DCCCVII) var ett normalår som började en fredag i den julianska kalendern.

## Händelser

### Okänt datum
- Då Cuthred, tar kung av Coenwulf av Mercia kontroll över Kent själv.

## Födda
- Tung-shan, kinesisk zenmästare.
- Zhou Bao, kinesisk general.

## Avlidna
- Conall mac Taidg, kung över pikterna.
- Cuthred, kung av Kent.